# Estigmómetro

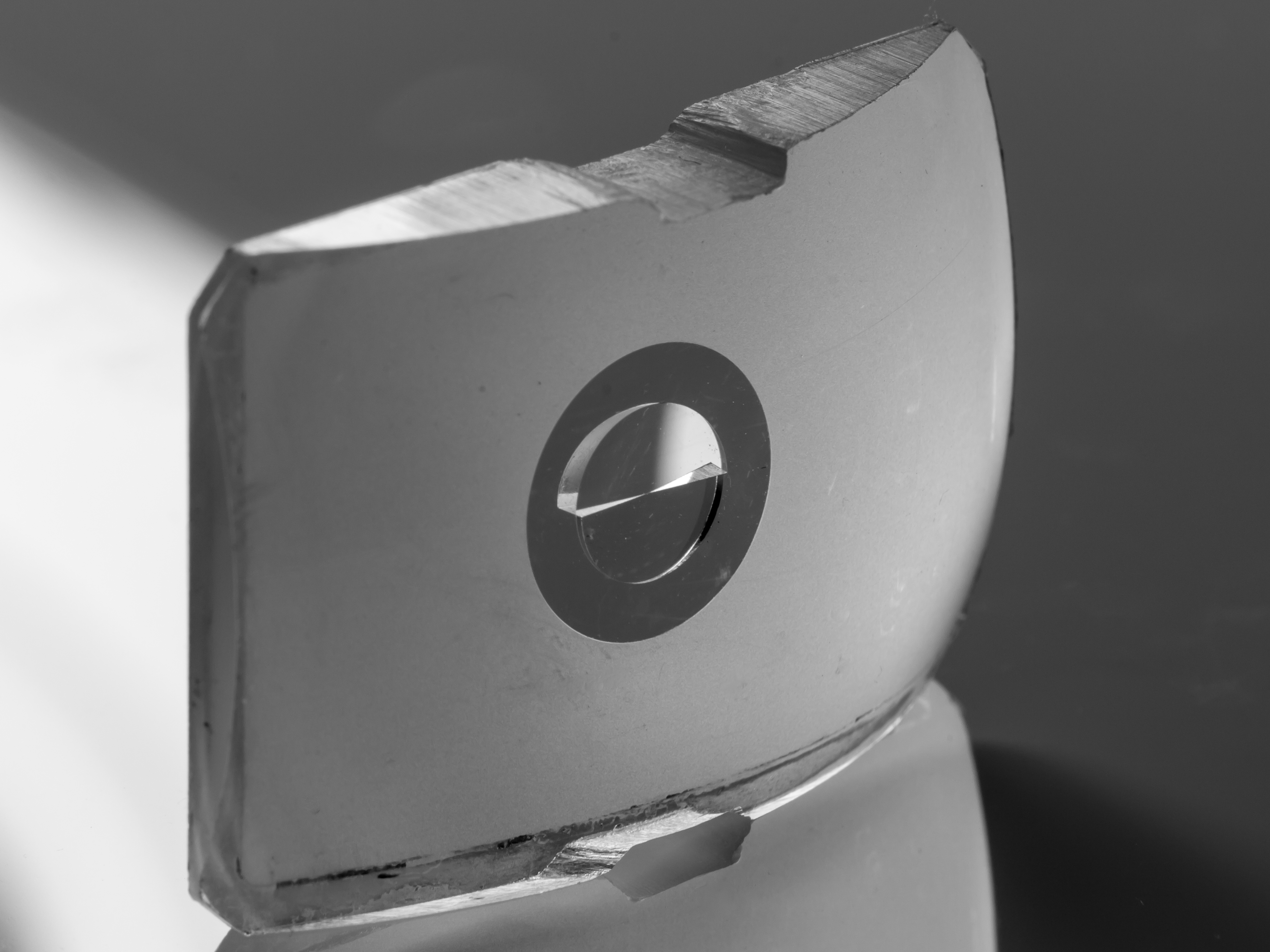
Dibujo en sección de un estigmómetro

El estigmómetro es un dispositivo de ayuda para el enfoque utilizado en las cámaras reflex. Tiene la apariencia de un disco claro transparente, usualmente dividido horizontalmente en dos partes iguales, ubicado en el centro de la pantalla de enfoque.
La palabra estigmómetro  proviene de la raíz griega  stigma ( punto ). Este dispositivo se conoce además como medidor telemétrico, telémetro de coincidencia de líneas, telémetro de campo cortado, o telémetro de prismas cruzados de Dodin (por el nombre de su inventor, Lucien Dodin).  También se le conoce por las expresiones inglesas Split Prism o Split Image Device.

## Principio de Funcionamiento

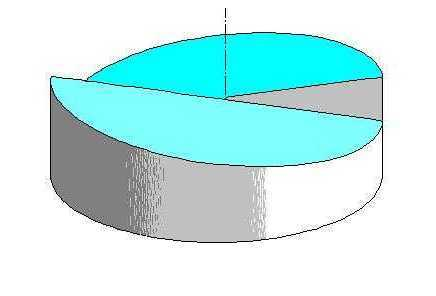
Prismas cruzados de Dodin

Se pueden encontrar estigmómetros en la mayoría de cámaras reflex de enfoque manual. Se presentan, en su versión más corriente, bajo el aspecto de un disco claro dividido a la mitad, visible en medio del campo de visión. Estas dos medialunas son en realidad  un ensamblaje cilíndrico de dos pequeños prismas rectos, cuyo eje es perpendicular al eje del cilindro, simétricos mutuamente a este eje, y acoplados por sus bases invertidas. Este ensamblaje se ubica en el centro de la pantalla de enfoque, de tal manera que su eje coincide con el eje óptico y las caras inclinadas se cruzan en el plano principal imagen (es decir, sobre la cara esmerilada de la pantalla de enfoque).  
Ambos prismas recogen rayos de luz procedentes de dos bordes opuestos del objetivo, y están puestos de modo que dirigen estos rayos hacia el ojo a través del sistema ocular. El observador ve simultáneamente tres imágenes yuxtapuestas: una imagen principal, formada sobre la cara esmerilada de la pantalla de enfoque, y dos pequeñas imágenes semicirculares al centro, formadas en dos planos imagen simétricamente inclinados. En estas condiciones, dos rayos convergentes (real o virtualmente) en un punto del plano dónde tiene que hacerse el enfoque se cruzan después atravesar uno de los prismas en un punto ubicado exactamente detrás o antes de éste (los puntos imagen se confunden al centro). Por otra parte, dos rayos cuyo punto de convergencia no esté exactamente en este plano parecerán provenir de puntos imagen simétricamente desplazados por los prismas. Este desplazamiento se invierte dependiendo si el punto de convergencia esta antes o después del plano medio.

## Utilización

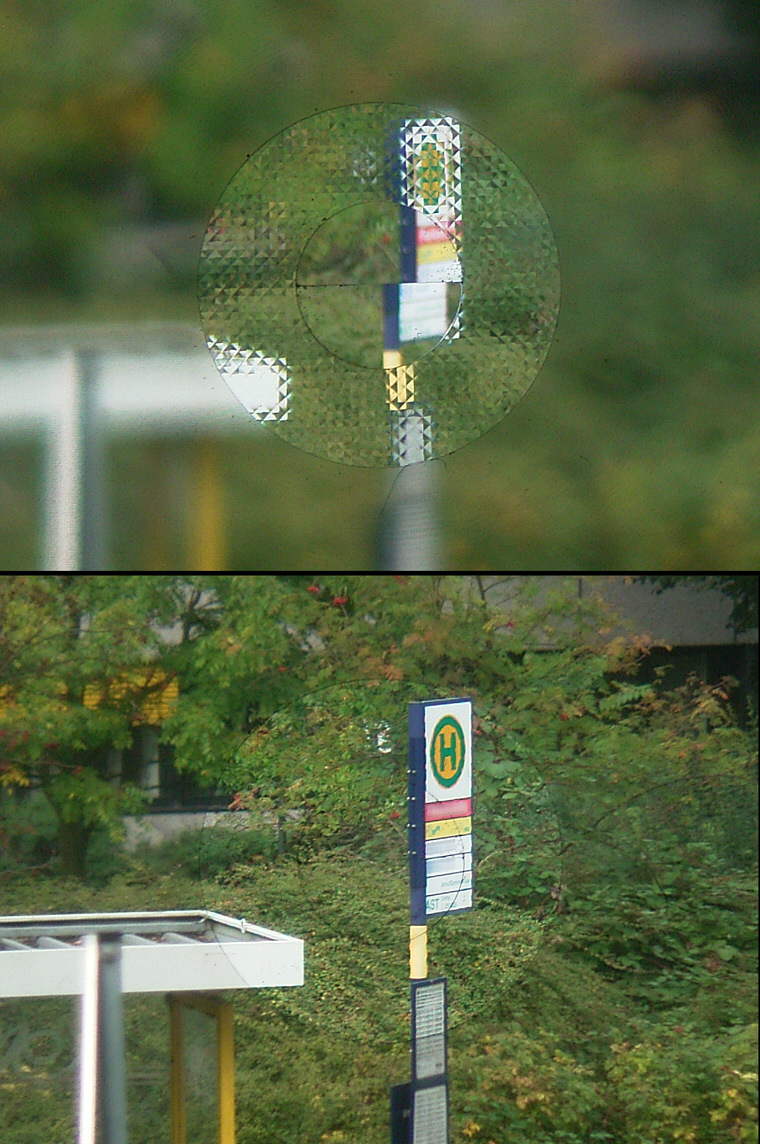
Microprisma y telémetro de una pequeña SLR de imagen partida; borrosa arriba, ajustada abajo

El enfoque en cámaras reflex equipadas con estigmómetro se consigue  girando el anillo de enfoque del objetivo hasta que las dos partes de la imagen visualizada a través del disco transparente coincidan exactamente. Gracias a la agudeza de Vernier, el ojo humano es capaz de fácilmente detectar el más mínimo desfase entre las dos imágenes proyectadas en el estigmómetro.
El estigmómetro permite un enfoque muy preciso sobre sujetos con elementos más o menos lineales (rectas, curvas de gran radio). Tiene la ventaja sobre el telémetro a coincidencia de imágenes de funcionar con cualquier objetivo, desde que la apertura de este sea lo bastante grande para transmitir rayos suficientemente inclinados hacia los prismas. Adicionalmente, el estigmómetro no requiere calibración.  
La línea de separación de los estigmómetros es usualmente horizontal, siendo esta la orientación ideal para enfocar detalles lineales cercanos a la vertical, los más frecuentes. Esta orientación a la vez que permite enfocar elementos cuadrados en horizontal. La orientación a 45°, introducida en los años 1950, se generalizó en modelos más recientes, permitiendo una precisión satisfactoria sobre todo objeto pertinente, tanto si está orientado verticalmente, horizontalmente, o al bies. 

## Otros sistemas
La primera cámara reflex provista de un telémetro a prismas cruzados es la Alsaflex, diseñada en 1952 también por Lucien Dodin y fabricada durante los años 1950. Se publicitaba como una cámara provista de un “telémetro acoplado ópticamente, independiente de la longitud focal de los objetivos”.  Por la misma época se fabricó la cámara reflex Rectaflex, que usaba también una pantalla dividida como ayuda de enfoque. Este sistema era llamado estigmómetro-telémetro (Duo-Focus optics en inglés), y aunque usaba el mismo principio de funcionamiento que el estigmometro de Dodin, consistía en una lente plana cilíndrica centrada en la pantalla de enfoque, y el enfoque se verificaba al hacer coincidir la imagen producida por esta lente, visible en una zona rectangular ubicada en diagonal, con el resto de la imagen proyectada en el visor. La ayuda de enfoque de la cámara Focaflex (1958) usaba en cambio un pequeño espejo cóncavo descentrado en medio de un espejo cóncavo principal (de hecho, una lente plana convexa metalizada sobre la cara convexa). 